# Theridion aulos
Theridion aulos är en spindelart som beskrevs av Claude Lévi 1963. Theridion aulos ingår i släktet Theridion och familjen klotspindlar. Inga underarter finns listade i Catalogue of Life.